# Arrabbiati
Gli Arrabbiati erano una fazione avversa ai Medici, seguace di Roma e Ludovico il Moro, durante la Repubblica fiorentina di Girolamo Savonarola.